# Castellterçol
Castellterçol – gmina w Hiszpanii, w prowincji Barcelona, w Katalonii, o powierzchni 31,76 km². W 2013 r. Liczba ludności wynosiła 2 402.